# Jesper Møller Sørensen
Jesper Møller Sørensen (født 3. august 1970 i Silkeborg) er en dansk politolog og diplomat, der siden 2023 har været Danmarks ambassadør i USA.
Han er uddannet cand.scient.pol. fra Københavns Universitet i 1997, hvorefter han fik ansættelse i udenrigstjenesten. Han har tidligere været udenrigspolitisk direktør, konstitueret departementschef og politisk direktør i Udenrigsministeriet, ambassadesekretær ved Danmarks Ambassade i Tyrkiet, chefkonsulent ved Danmarks Ambassade i USA og ambassadør i Pakistan (2013-2015) og Afghanistan.
Han er gift med Rasmus Windeløv. Parret har to børn.